# Víctimas mortales en el Muro de Berlín

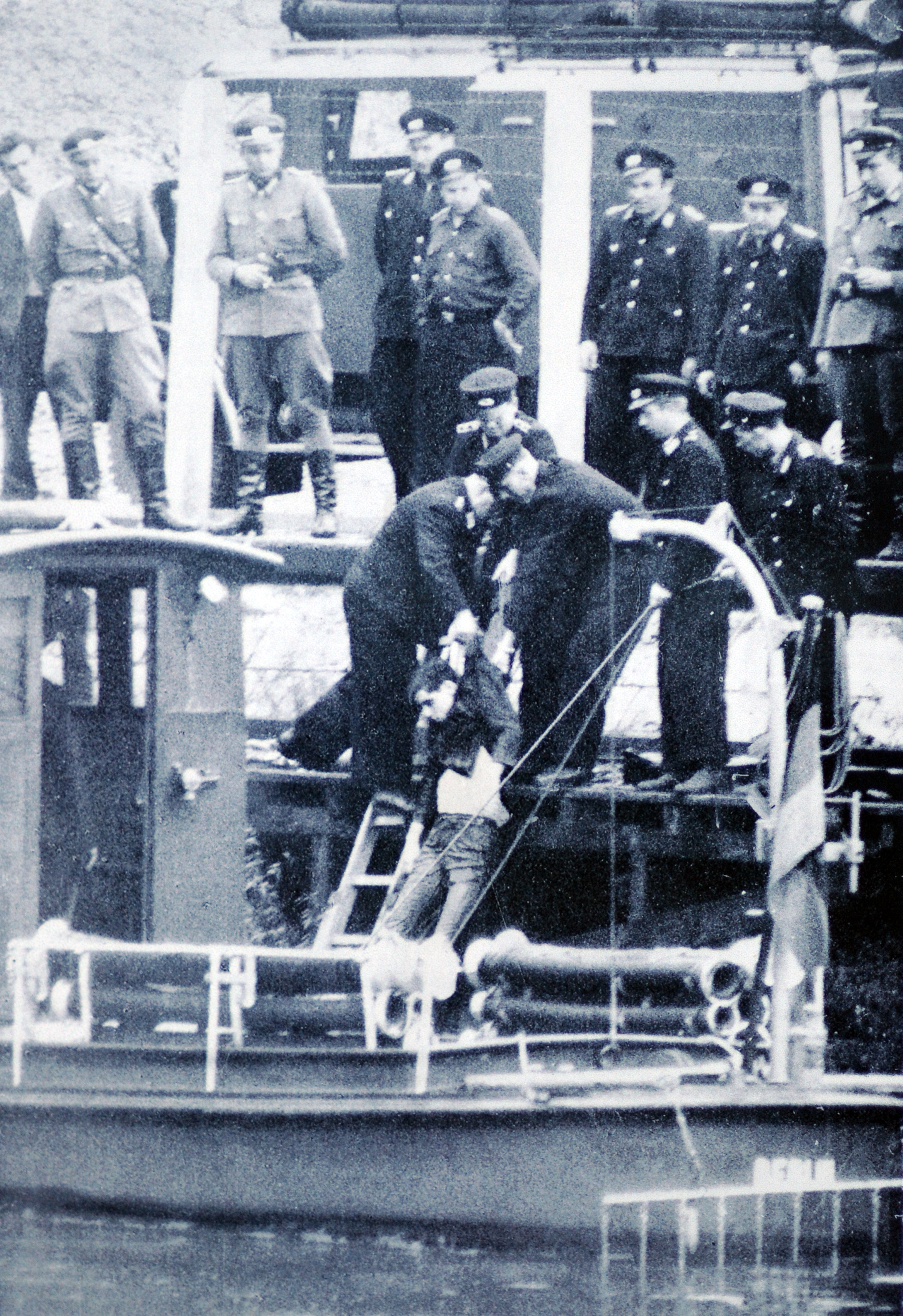
Recuperación del cuerpo de Günter Litfin, muerto a tiros, desde la cuenca del Humboldthafen en Berlín el 24 de agosto de 1961

El término víctimas mortales en el Muro de Berlín (también víctimas del Muro o muertos del Muro) se refiere a las personas que murieron en el Muro de Berlín entre el 13 de agosto de 1961 y el 9 de noviembre de 1989 mientras huían de la RDA como resultado de la orden de fuego por parte de los soldados de las tropas fronterizas de la RDA o como consecuencia de accidentes.
Los datos sobre víctimas mortales son variables. Según los resultados del proyecto de investigación financiado por el Estado del Centro Leibniz de Investigación Histórica Contemporánea Leibniz-Zentrum für Zeithistorische Forschung (ZZF) y la Fundación Muro de Berlín (Stiftung Berliner Mauer), hubo al menos 140 víctimas del muro, entre ellas 101 personas que huían de la RDA, 30 personas del Este y del Oeste que murieron en accidentes o fueron tiroteadas sin intención de huir, y 8 soldados fronterizos muertos en acto de servicio.El ZZF no cuenta como víctimas reales del Muro a las personas que murieron por causas naturales —principalmente por infarto— durante o después de los controles fronterizos. Se conocen al menos 251 casos de este tipo. El «Grupo de Trabajo 13 de Agosto», gestor del Museo del Muro en Checkpoint Charlie, calculó 245 víctimas del Muro y 38 muertes naturales en 2009.
La Stasi (Ministerium für Staatssicherheit) investigó las circunstancias de los incidentes y, cuando pudo, controló la gestión de los muertos y heridos. El ministerio intentó ocultar a los familiares y a la opinión pública las verdaderas circunstancias de los incidentes. Se falsificaron documentos, se enviaron informes falsos a la prensa y se ocultaron pruebas. Tras la Wende, algunos de los incidentes se procesaron legalmente en los juicios contra el Politburó y contra los tiradores del muro y sus superiores militares y políticos. Se celebraron 131 juicios contra 277 personas, de los cuales aproximadamente la mitad acabaron en condena.

## Historia

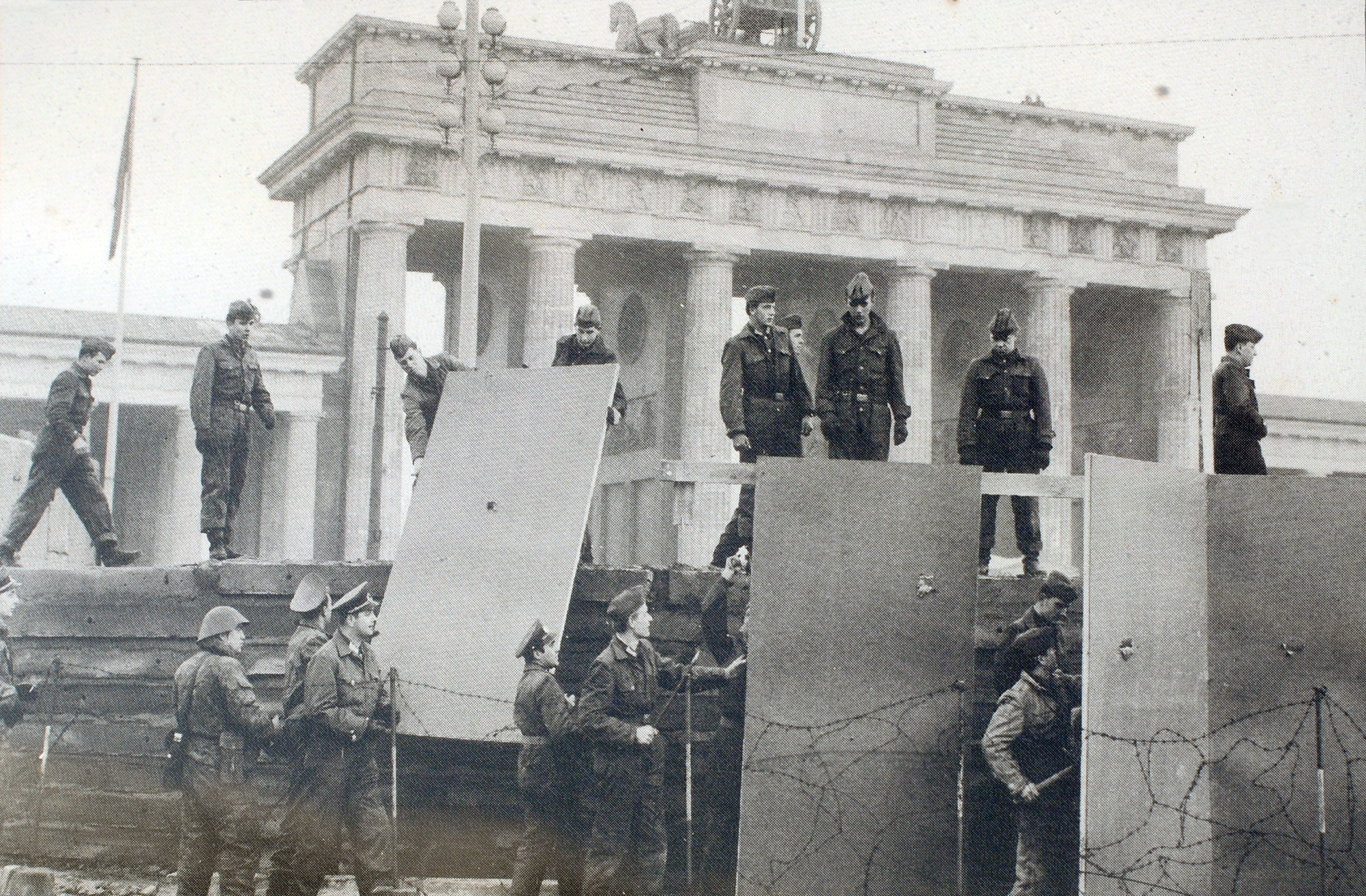
La frontera del sector fue constantemente extendida por la RDA

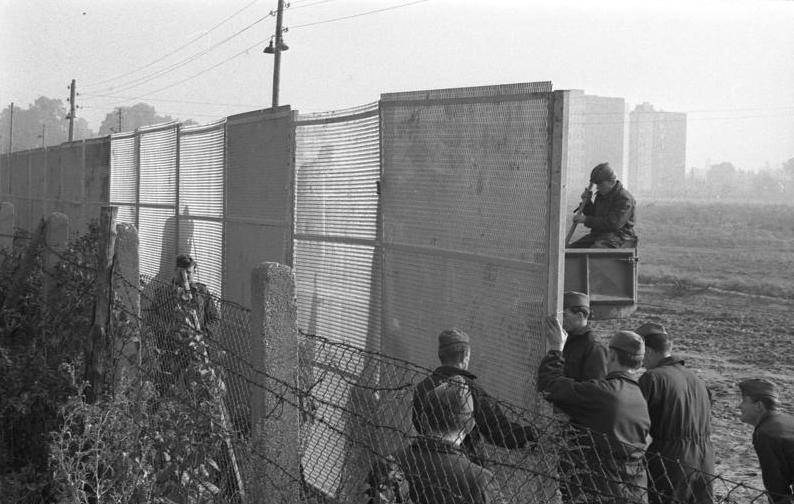
También se prolongó el anillo exterior alrededor de Berlín Occidental

Tras la Segunda Guerra Mundial, Berlín se dividió en cuatro sectores controlados por cada uno de los estados aliados: EE. UU., Unión Soviética, Gran Bretaña y Francia. Tras el continuo cierre de la frontera interalemana entre la RDA y la República Federal a partir de 1952, las fronteras sectoriales de Berlín se mantuvieron como una ruta de salida de la RDA en gran medida abierta. El anillo exterior alrededor de Berlín Occidental, la frontera entre Berlín Occidental y la RDA, también quedó cerrada a partir de 1952. En la noche del 12 al 13 de agosto de 1961, el Ejército Popular Nacional (NVA), la Deutsche Grenzpolizei [Policía de Fronteras Alemana], la Volkspolizei [Policía Popular] y los Grupos de Combate de la Clase Obrera acordonaron todas las rutas entre el sector soviético y los tres sectores occidentales. Comenzó así la construcción de instalaciones de seguridad fronteriza.
En los primeros años, la fortificación fronteriza de la zona del centro de la ciudad consistía principalmente en un muro de ladrillo con una corona de alambre de púas. Se utilizaron ladrillos y losas de hormigón como materiales de construcción. Además de un muro interior (la Hinterlandmauer), se colocaron otros obstáculos de alambre de púas como frontera hacia el este. En algunos lugares, como en la calle Bernauer Straße, las propias casas con puertas y ventanas tapiadas marcaban la frontera. Las casas estaban en territorio de Berlín Este,  la vereda pertenecía a Berlín Oeste. En muchos lugares, las instalaciones de seguridad del anillo exterior alrededor de Berlín Oeste consistían en vallas metálicas y barreras de alambre de púas. La ampliación técnicamente avanzada sólo tuvo lugar más tarde. La construcción del Muro con bloques de hormigón en forma de L, tal y como este estaba cuando cayó, no comenzó hasta 1975.
Según las investigaciones del ZZF, la historia de las víctimas mortales del Muro de Berlín comenzó nueve días después de su construcción con la muerte de Ida Siekmann. Murió a causa de las heridas que sufrió al saltar desde la ventana de su piso en la Bernauer Strasse a la acera en Berlín Occidental. Dos días más tarde se produce la primera muerte a mano armada relacionada con el Muro, cuando la policía de transportes dispara a Günter Litfin en el puente de Humboldthafen. Cinco días después, Roland Hoff fue asesinado a tiros. En los años siguientes, repetidamente murió gente intentando huir de la RDA. Algunos casos, como la muerte de Peter Fechter, se convirtieron en el centro de la atención pública, otros permanecieron sin descubrir hasta después de la reunificación alemana.
| Período | Refugiados | Rompebarreras |
| --- | ---------- | ------------- |
| 1961–1970 | 105.533    | 29.612        |
| 1971–1980 | 39.197     | 8.240         |
| 1981–1988 | 33.452     | 2.249         |
| Nota: Las cifras se refieren a todas las vías de escape de la RDA, no sólo de Berlín Este. No consideran a los migrantes legales. |            |               |

Alrededor de la mitad de todas las víctimas del Muro murieron en los primeros cinco años tras el cierre de la frontera del sector. En los primeros años del Muro, tanto el número de todas las huidas como el de quienes superaron las fortificaciones fronterizas de la RDA fue significativamente mayor que en las décadas siguientes. Esto provocó un mayor número de muertes en la frontera interior alemana y en el Muro de Berlín. De un número inicial de entre 8.500 y 2.300 personas que huían directamente por encima de las fortificaciones fronterizas («rompebarreras»), la cifra descendió a unas 300 personas al año a partir de finales de los años setenta. Con la creciente modernización técnica del Muro, esta vía de escape perdió importancia. Otras formas de salir de la RDA, por ejemplo a través de los países socialistas vecinos, con pasaportes falsos o escondidos en vehículos, se utilizaron con más frecuencia.
En la mayoría de los casos, fueron miembros de las Tropas de Frontera de la Alemania Oriental (policía fronteriza alemana hasta septiembre de 1961) quienes efectuaron los disparos mortales; la policía de transporte, la policía popular o los soldados del NVA participaron con menor frecuencia. Peter Kreitlow (muerto en enero de 1963) fue el único al que dispararon soldados soviéticos (los que normalmente no estaban desplegados como guardias fronterizos en la RDA). Habían localizado al grupo de fugitivos en los alrededores de Kreitlow, en un bosque situado a dos kilómetros de la frontera, y les dispararon.
La mayoría de los que murieron en el Muro eran personas de Berlín Este y la RDA que habían intentado escapar, a menudo de forma espontánea y a veces tras haber consumido alcohol. Según el estudio del ZZF, hubo 98 casos de este tipo. También hubo berlineses occidentales, entre ellos varios niños, así como varios ciudadanos alemanes y un austriaco. En marzo de 1962, los dos ayudantes de fuga Heinz Jercha y Siegfried Noffke y dos guardias fronterizos fueron asesinados a tiros cerca de los túneles de fuga. El ayudante de huida Dieter Wohlfahrt murió en 1961 a consecuencia de una herida de bala que sufrió al abrir un agujero en la valla fronteriza. Otros alemanes occidentales murieron tras entrar en la zona fronteriza o en las aguas fronterizas -a veces sin querer, confundidos o borrachos-, como Hermann Döbler y Paul Stretz, o los Mauerspringer «saltadores del Muro» que escalaban y saltaban desde el oeste hacia el este, como Dieter Beilig y Johannes Muschol.
Al menos ocho miembros de las tropas fronterizas fueron tiroteados por refugiados, escapistas, desertores, policías de Berlín Occidental o incluso accidentalmente por sus propios compañeros (fuego amigo). La mayoría de las víctimas mortales eran varones menores de 30 años. Murieron al menos 13 niños y jóvenes menores de 18 años.
La víctima más joven fue Holger H., de 15 meses;  en 1973 murió asfixiado en el vehículo en el que sus padres huyeron. La víctima de más edad fue Olga Segler, de 80 años, que resultó herida mortalmente al saltar de su apartamento en Bernauer Strasse en 1961. La última persona en morir fue Winfried Freudenberg, que inicialmente logró escapar en un globo de gas el 8 de marzo de 1989, pero se estrelló sobre Berlín Occidental y murió en el accidente. Chris Gueffroy, fallecido a principios de febrero de 1989, fue la última víctima del Muro asesinada por arma de fuego.Además de las víctimas conocidas, hay varios muertos desconocidos cuyas circunstancias de muerte se ignoran.
Según las investigaciones de la ZZF, al menos 251 personas murieron por causas naturales durante los controles fronterizos en Berlín. Entre ellas, 227 sólo en el paso fronterizo de la estación de Friedrichstraße. Los infartos fueron la causa más común de muerte. Los controles fronterizos, también en el tráfico de tránsito por la RDA, causaron estrés a muchos viajeros, provocado por las barreras marciales y el comportamiento estricto y poco amistoso de la unidad de control de pasaportes de la RDA (una sección dependiente de la Stasi). Muchos viajeros se sintieron acosados cuando tuvieron que esperar un tiempo desproporcionadamente largo o fueron interrogados durante periodos más prolongados por infracciones menores. Sólo se dio a conocer un número reducido de estos casos.Debido al mantenimiento del secreto en la RDA, esto se aplicaba en particular a los ciudadanos de la RDA fallecidos.

### Procedimientos de los organismos estatales de la RDA
Los guardias fronterizos de la RDA tenían instrucciones de impedir por todos los medios el «cruce ilegal de fronteras». Para ello, se les dio la orden de disparar, que entró en vigor en 1960 y fue impugnada ante los tribunales durante décadas; no fue formalmente promulgada como ley sino hasta 1982 y se mantuvo en vigor, modificada varias veces, hasta 1989. Tras un tiroteo, una detención o una muerte, la Stasi se hacía cargo de la investigación y decidía cómo proseguir. De los análisis de los incidentes, el MfS derivaba instrucciones para los guardias fronterizos. Al principio, a los fugitivos heridos o tiroteados se les dejaba tendidos al aire libre hasta que se los llevaban, de modo que también podían verlos los berlineses occidentales y la prensa occidental. Tras las reacciones que provocó la muerte pública de Peter Fechter, los guardias fronterizos recibieron instrucciones de retirar lo antes posible a los muertos o heridos del campo visual de Berlín Occidental. Debían evitarse las noticias de carácter negativo.Los guardias fronterizos a menudo sacaban a la gente a la zona de la barrera de vehículos del sistema de seguridad fronteriza por este motivo. En algunos casos, esperaban hasta el anochecer para sacarlos.
Las tropas fronterizas tenían que llevar a los heridos al hospital de la Policía Popular de Berlín-Mitte o al hospital militar de Drewitz (Potsdam). No se prestaba asistencia médica durante el transporte. Para no causar revuelo, los guardias fronterizos solían utilizar camiones o Trabant 601 en lugar de ambulancias para el transporte. A la llegada a uno de los institutos, la sección de línea IX del MfS o, en casos excepcionales, la sección principal IX se hacían cargo del procedimiento. Los heridos permanecían en los hospitales bajo vigilancia del MfS. Debían ser trasladados lo antes posible a uno de los centros de detención preventiva del MfS. El Instituto Charité de Medicina Forense o la Academia Médica Militar Bad Saarow se encargaban de los cadáveres. En estos lugares era más fácil mantener en secreto los incidentes que en otros centros.
La Stasi tenía el control absoluto de los muertos. Se encargaba de todos los trámites en condiciones conspirativas, incluida la cremación de los cadáveres en el Crematorio de Berlín-Baumschulenweg. Para ocultar las circunstancias de la muerte, la Stasi falsificaba los certificados de defunción y otros documentos y se dedicaba a la «legendización».Los informes sobre las muertes debían presentarse tanto al ministro de Seguridad del Estado como al presidente del Consejo Nacional de Defensa de la RDA. La Stasi realizaba también las investigaciones ulteriores. El interés no se centraba en la obtención de pruebas, sino en ocultar los hechos a la opinión pública, especialmente a la occidental. Se interrogaba a los guardias fronterizos implicados y a los acompañantes de las personas tiroteadas o heridas, y se establecía contacto con sus familiares. A menudo la Stasi ocultaba a estos últimos las circunstancias exactas de la muerte, les obligaba a guardar silencio, les negaba la despedida personal de los muertos y prohibía la organización de ceremonias fúnebres. En el entierro de la urna, sólo se permitía la presencia -si acaso- del círculo familiar más cercano, bajo vigilancia. Algunas familias no supieron de la suerte de sus parientes hasta después de la reunificación. Para algunos de los muertos, el paradero del cuerpo sigue siendo desconocido hasta el día de hoy.

La sensibilidad política de la frontera estatal con Berlín (Oeste) hizo necesario el encubrimiento el incidente. Había que evitar que circularan rumores sobre el incidente y que la información al respecto trascendiera a Berlín Occidental o a la RFA.
Informe de la Stasi sobre la muerte de Michael Bittner 1986

La Stasi examinaba y evaluaba las actuaciones de los guardias fronterizos. Se prestaba especial interés a los procedimientos tácticos, con la intención de descubrir posibles puntos débiles. Las propias tropas fronterizas también realizaban investigaciones. Cuando se evitaba una fuga, los soldados ejecutores solían ser ascendidos en el acto, se les concedían permisos especiales, primas en dinero efectivo u honores como la «Insignia de Logro de las Tropas Guardafronteras» o la «Medalla al Servicio Fronterizo Ejemplar». En los informes de investigación se criticaban los errores tácticos o el elevado consumo de munición. Los informes de las tropas fronterizas hacían todo lo posible por presentar el comportamiento como intachable.
Para sus acciones, la Stasi requería la colaboración de médicos, enfermeras, policías, fiscales, administradores y funcionarios del registro civil. Incluso después de la reunificación, gran parte de estase personas no declararon nada sobre su propia implicación en la ocultación de las circunstancias de las muertes.

### Reacciones de Berlín Occidental y la República Federal
El conocimiento de las muertes en Berlín Occidental desencadenó protestas entre la población local. Miembros del Senado visitaron los lugares de los crímenes y hablaron con la prensa y la población. Diversos grupos e individuos organizaron protestas contra el Muro y los tiroteos. Cuando Peter Fechter se desangró indefenso ante numerosas personas, se produjeron manifestaciones masivas espontáneas, que desembocaron en disturbios en la noche siguiente. «¡Asesinos, asesinos!», gritaban los manifestantes. La policía de Berlín Occidental y los soldados estadounidenses protegieron el Muro para que no fuera asaltado. Los manifestantes lanzaron piedras contra los autobuses que llevaban soldados soviéticos para vigilar el monumento soviético en Tiergarten.El incidente también provocó protestas contra los Estados Unidos, que Willy Brandt condenó. En el periodo siguiente, de vez en cuando se instalaban vehículos con altavoces junto el Muro, desde los que se instaba a los guardias fronterizos de la RDA a que no dispararan contra los refugiados y se les advertía de las posibles consecuencias. Grupos de alemanes federales presentaron una queja ante la Comisión de Derechos Humanos de las Naciones Unidas por los disparos. El Kuratorium Unteilbares Deutschland, una organización no partidista, vendió en toda Alemania afiches y chapas de protesta contra el régimen de control fronterizo y sus consecuencias.
En un principio, las fuerzas del orden de Berlín Occidental apoyaban a los fugitivos con fuego de cobertura cuando eran tiroteados por los guardias fronterizos de la RDA. Hubo al menos un incidente mortal cuando el guardia fronterizo Peter Göring murió por disparos de un policía de Berlín Occidental el 23 de mayo de 1962. La fiscalía de Berlín sólo juzgó este hecho como ayuda de emergencia y legítima defensa propia en 1991, ya que el policía declaró que había visto amenazada su vida. En muchos casos, los socorristas de Berlín Occidental no pudieron llegar hasta los heridos porque se encontraban en territorio de la RDA o en Berlín Oriental. No había autorización para entrar en este territorio, por lo que hacerlo habría puesto en peligro la vida de los socorristas. Los cuatro niños Çetin Mert, Cengaver Katrancı, Siegfried Kroboth y Giuseppe Savoca que cayeron al agua en el Gröbenufer del Spree entre 1972 y 1975 no pudieron ser rescatados por este motivo, aunque los equipos de salvamento de Berlín Occidental acudieron rápidamente al lugar.
En abril de 1983, el viajero en tránsito Rudolf Burkert murió de un ataque al corazón durante un interrogatorio en el paso fronterizo de Drewitz. Una autopsia posterior realizada en Alemania Occidental reveló también lesiones externas, por lo que no podía descartarse la posibilidad de violencia. Además de las informaciones negativas de la prensa, este hecho provocó la intervención de Helmut Kohl y Franz Josef Strauß. Para los próximos préstamos estatales, la RDA recibió la condición de que los controles fronterizos se realizaran de forma humana. Dos nuevas muertes de alemanes occidentales en tránsito poco después de la muerte de Burkert desencadenaron manifestaciones contra el régimen de la RDA y un amplio debate en los medios de comunicación. En el periodo siguiente, las actividades de control del tráfico de pasajeros en tránsito disminuyeron.

### Reacciones de los aliados occidentales
Tras tomar conocimiento de las muertes , las potencias occidentales protestaron ante el gobierno soviético en Moscú. En muchos de los casos que conocieron, los aliados occidentales no reaccionaron a las peticiones de ayuda. En el caso de Peter Fechter, los soldados estadounidenses declararon en el terreno que se les impedía entrar en la zona fronteriza, aunque vistiendo uniforme sí les estaba permitido hacerlo. El general de división Albert Watson, comandante de la ciudad estadounidense en aquel momento, se puso en contacto con sus superiores en la Casa Blanca sin recibir una respuesta clara. Watson dijo: «Este es un caso para el que no tengo normas de servicio». El Presidente de los Estados Unidos John F. Kennedy se preocupó por el incidente y envió un mensaje al comandante del sector de Berlín bajo control estadounidense a través de su consejero de seguridad, [McGeorge Bundy]], diciéndole que debía evitar otro incidente de este tipo. Bundy, que en 1962 se encontraba en Berlín en una visita ya planeada, informó a Willy Brandt de que el presidente estadounidaense apoyaba sus esfuerzos. Sin embargo, Kennedy dejó claro a Brandt y Adenauer que el apoyo de Estados Unidos terminaba en el Muro de Berlín y que no habría esfuerzos para derribarlo.
Diez días después de la muerte de Fechter, Konrad Adenauer tomó contacto con el presidente francés Charles de Gaulle para enviar por su intermedio una carta a Nikita Jrushchov. De Gaulle prometió su apoyo. Los comandantes aliados de los cuatro sectores, con la participación de Willy Brandt, llegaron a un acuerdo por el que se permitiría a las ambulancias militares de los aliados occidentales recoger heridos de la zona fronteriza para llevarlos a un hospital de Berlín Oriental.

### Fuego de cobertura desde Berlín Occidental para los fugitivos bajo fuego
Cuando los disparos efectuados por los guardias fronterizos de la RDA contra los que huían ponían en peligro a los agentes de policía de Berlín Occidental, bomberos, residentes y espectadores, o cuando alcanzaban el territorio de Berlín Occidental, los agentes de policía de Berlín Occidental y, en un caso, los soldados de ocupación devolvían el fuego. En varios casos, lograron escapar a Berlín Occidental bajo fuego de apoyo.
- La primera vez que la policía de Berlín Occidental respondió al fuego de los guardias fronterizos de la RDA fue el 4 de octubre de 1961.[24] El fugitivo llamado Bernd Lünser, que había sido tiroteado, saltó desde la azotea de un edificio de cinco plantas en extrema angustia, se apartó y no acertó por poco a la malla de seguridad proporcionada por los bomberos de Berlín Occidental y murió.
- El 17 de abril de 1963, Wolfgang Engels, de 19 años, atravesó el Muro en un vehículo blindado de transporte de tropas robado. Hay muchos indicios de que la huida a través del Muro sólo fue posible porque un agente de policía de Berlín Occidental le proporcionó fuego de cobertura.[25]

- El 23 de mayo de 1962, Wilfried Tews, un escolar de 14 años, cruzó a nado el Canal de Navegación Berlín-Spandau para llegar a Occidente. Hasta ocho guardias fronterizos dispararon contra el chico que nadaba en el agua. Mientras flotaba sin vida en el agua hacia la orilla oeste, siguieron disparándole ya que «no podían determinar si estaba fingiendo». Una patrulla de la policía de Berlín Occidental respondió al fuego de los soldados fronterizos. El guardia fronterizo Peter Göring fue alcanzado por tres proyectiles; un impacto de rebote que le alcanzó después de haber abandonado su torre fronteriza fue mortal. Otro soldado fronterizo resultó gravemente herido por una bala en el muslo. La policía de Berlín Occidental rescató al muchacho herido de gravedad por ocho disparos. Había quedado inválido.[26]

- El 13 de septiembre de 1964, Michael Meyer, de 21 años, intentó escalar el Muro en la calle Stallschreiberstraße de Berlín-Mitte. Tras unos disparos de advertencia, los guardias fronterizos de la RDA dispararon contra él, alcanzando bloques de apartamentos de Berlín Occidental; Meyer quedó tendido en las inmediaciones del Muro, gravemente herido por cinco balas. Soldados estadounidenses y la policía de Berlín Occidental le proporcionaron cobertura;[27]Soldados del Ejército Popular ocuparon trincheras en la franja de la muerte y dos vehículos blindados de transporte de tropas de Alemania Oriental se dirigieron a su posición. A pesar de ello, un sargento del Ejército de EE. UU. consiguió arrastrar a Meyer hasta Berlín Occidental con la ayuda de cuerdas y una escalera apoyada en el Muro.[28][29]

- El 29 de agosto de 1966 Heinz Schmidt, un berlinés occidental borracho, cruzó a nado el canal navegable Berlín-Spandau hacia Berlín Oriental y cuando los disparos de los guardias fronterizos de la RDA alcanzaron el territorio de Berlín Occidental, los agentes de policía de Berlín Occidental no le dieron cobertura de apoyo. Schmidt murió, alcanzado mortalmente por cinco balas. Los policías fueron denunciados por omisión de socorro. El alcalde y senador del Interior Heinrich Albertz les defendió porque no podían haberse dado cuenta de los impactos a 150 metros de distancia.[30]

### Tratamiento público de las víctimas

#### Gobierno y prensa de la RDA

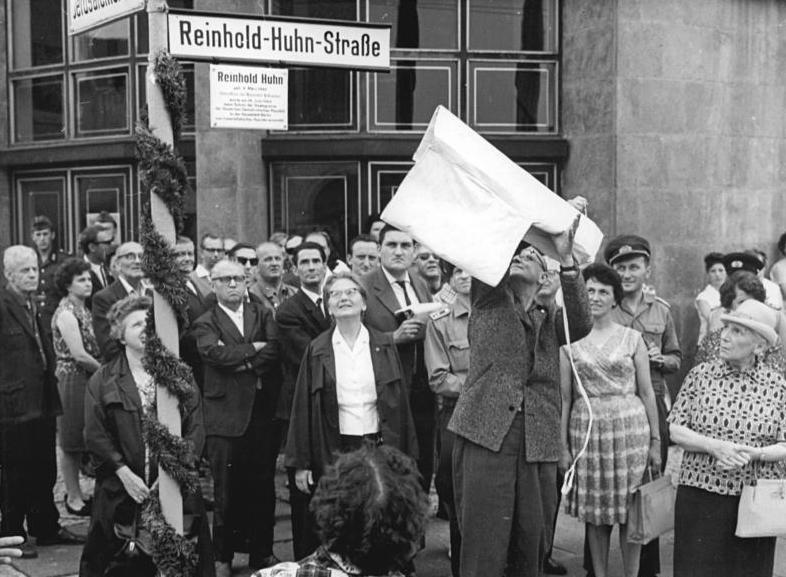
En agosto de 1966, una calle fue bautizada con el nombre del soldado fronterizo Reinhold Huhn muerto a tiros en el muro.

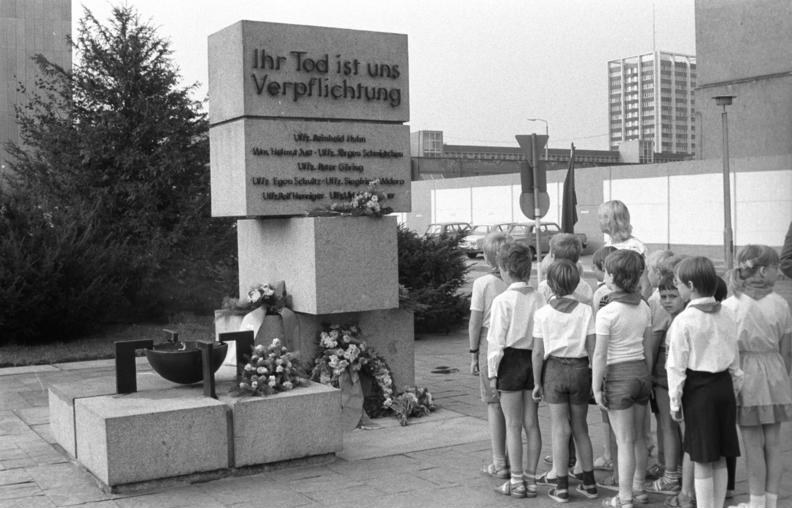
En agosto de 1986, alumnos de secundaria depositan una corona de flores en un monumento en memoria de los soldados fronterizos caídos.

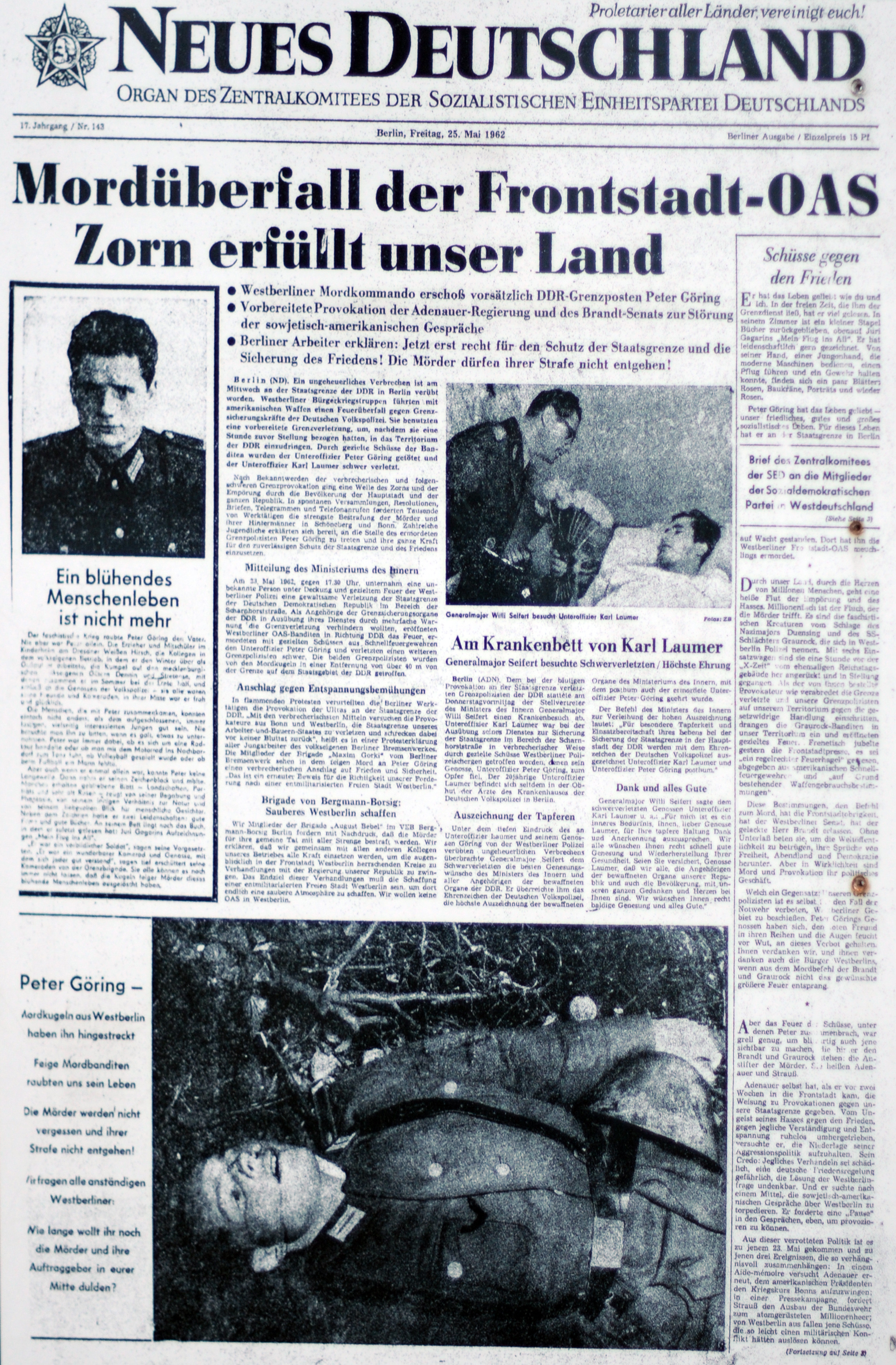
Portada de “”Neues Deutschland“” del 25 de mayo de 1962 sobre la muerte de Peter Göring: «Atentado de la Frontstadt-OAS»

Las declaraciones oficiales sobre las muertes en el Muro, denominado en la jerga de la RDA «muro de protección antifascista», y los artículos de los medios de comunicación controlados por el Estado presentaban la actuación de las tropas fronterizas como una defensa legítima de la frontera de la RDA y difamaban a los muertos. Se decía que las tropas fronterizas siempre habían actuado de forma ejemplar cuando supuestamente protegían la frontera de ataques, criminales, agentes enemigos y Occidente. La labor de relaciones públicas cambió con el tiempo. En años posteriores, las autoridades intentaron suprimir toda información sobre muertes en el Muro de Berlín, especialmente durante visitas de Estado o ferias internacionales. El gobierno de la RDA era consciente de que las noticias sobre muertes en las fortificaciones fronterizas dañaban la reputación de la RDA dentro y fuera del país. Los incidentes se divulgaban internacionalmente a través de los comandantes aliados de los sectores.
Los medios de comunicación de la RDA estaban sometidos a un estricto control de la Stasi y del SED, cuyo órgano central era el periódico Neues Deutschland, el segundo diario más grande de la RDA. El Estado también controlaba el contenido de la Deutscher Fernsehfunk, la televisión estatal de la RDA. El Estado utilizaba sus medios para presentar a las víctimas del Muro a su favor. Con motivo de la muerte de Peter Fechter en 1962, Karl-Eduard von Schnitzler comentó en el programa de televisión Der schwarze Kanal: «La vida de todos y cada uno de nuestros valientes muchachos de uniforme vale más para nosotros que la vida de un infractor de la ley. Que no se acerquen a nuestra frontera estatal: así nos ahorraremos sangre, lágrimas y gritos».El periódico “'Neues Deutschland”' afirmó que Fechter había sido empujado al suicidio por «bandidos de la ciudad del frente». Además, el periódico afirmó que Fechter habría sido homosexual. Günter Litfin fue presentado falsamente como homosexual, prostituto y criminal. Los representantes de la prensa también hicieron afirmaciones falsas en otros casos. En 1966, el periódico “”Berliner Zeitung“” escribió sobre Eduard Wroblewski que era un antisocial y que se le buscaba como legionario extranjero por delitos graves en el distrito de Halle. Sin embargo, se trataba de acusaciones infundadas.
Por otra parte, los soldados fronterizos muertos en acto de servicio eran considerados héroes independientemente de las circunstancias reales de su muerte. Fueron sepultados en funerales de Estado con gran atención mediática. Grupos de pioneros presentaban sus respetos ante los féretros, algunos de los cuales estaban abiertos. Siempre se responsabilizó a agentes enemigos de sus muertes, aunque investigaciones posteriores revelaron que en aproximadamente la mitad de los casos habían sido disparados accidentalmente por sus propios camaradas. Después de que Egon Schultz muriera por el disparo de un camarada, la Stasi difundió la noticia de que el ayudante de fuga Christian Zobel era el responsable de su muerte. Efectivamente, Zobel había disparado contra Schultz, pero no había visto si le había dado. Murió antes de la caída del Muro de Berlín, por lo que nunca se enteró de la manipulación. La propaganda también utilizó los casos para difamar a los grupos de ayuda a la huida. Por ejemplo, por la muerte de Siegfried Widera, el Grupo Girrmann (etiquetado como los «bandidos de Girrmann») fue culpado de la muerte de Siegfried Widera. Este grupo no tenía ninguna relación con el incidente, pero ayudó a escapar a varios centenares de ciudadanos de la RDA.
Diversas calles, escuelas, grupos de pioneros y plazas recibieron sus nombres en honor de los soldados fronterizos asesinados. En Berlín se erigieron varios monumentos y placas conmemorativas. En ellos se celebraron anualmente ceremonias conmemorativas, en las que también participó la Juventud Libre Alemana.
Las declaraciones directas de los dirigentes del Estado sobre los fusilamientos en el Muro de Berlín fueron escasas. Durante la Feria de Leipzig del 5 de septiembre de 1976, dos reporteros de Alemania Occidental consiguieron preguntar a Erich Honecker sobre los disparos efectuados en el Muro. Cuando le preguntaron si era posible prescindir de los disparos, Honecker respondió inicialmente con evasivas: «Sabe, no quiero hablar de los disparos, porque se disparan tantos tiros en Alemania Occidental cada día, cada semana, cada mes, que no quiero contarlos.» Cuando se le preguntó si era posible llegar a un acuerdo con la RFA para abstenerse de disparar, Honecker declaró: «Lo más importante es no hacer provocaciones en la frontera, y si no hay provocaciones en la frontera, entonces será bastante normal. Fue normal durante mucho tiempo, y seguirá siéndolo en el futuro».

#### Senado y prensa de Berlín Occidental
Los diputados de la Cámara de Diputados de Berlín y el alcalde de Berlín en ejercicio publicaron declaraciones en las que expresaban su indignación por las muertes, el Muro y las condiciones en la RDA. En algunos casos, el Senado de Berlín Occidental pidió a los respectivos comandantes de los sectores americano, británico y francés que presentaran una protesta ante las autoridades soviéticas. Hasta finales de la década de 1960, los políticos de Berlín Occidental utilizaron el término «Muro de la vergüenza» para describir el Muro.
Los parlamentarios también distorsionaron los hechos ante la prensa y atribuyeron la responsabilidad a los órganos de la RDA. Después de que el ayudante de huida, Rudolf Müller disparara al soldado fronterizo Reinhold Huhn y huyera a Occidente por un túnel que él mismo había cavado, Egon Bahr, entonces portavoz del Senado, anunció que Müller sólo le había dado un uppercut a Huhn.
La prensa occidental también adoptó el falso relato de Müller y publicó el titular «El tiroteo de Vopos causó la muerte de su propio compañero de puesto». En otros casos, la prensa, especialmente el segmento sensacionalista, publicó reportajes en un lenguaje drástico acusando al Muro y a los responsables. Por ejemplo, tras la muerte de Günter Litfin, el tabloide B.Z. tituló: «¡Los cazahombres de Ulbricht se convirtieron en asesinos!». El Frankfurter Allgemeine Zeitung escribió sobre la «brutal sangre fría» de los guardias fronterizos.

#### República Federal de Alemania
Al principio, los políticos federales comentaban regularmente las muertes en el Muro. En un discurso con motivo del Día de la Unidad Alemana en 1962, Konrad Adenauer condenó los disparos efectuados en el Muro y dio nombres de personas que habían muerto allí. A partir de 1969 y en el curso de la nueva Ostpolitik impulsada por el gabinete del Canciller de Alemania Willy Brandt —quien entre 1957 y 1966 había sido alcalde de Berlín— el comportamiento a nivel federal cambió. Hubo una mayor moderación lingüística en las declaraciones sobre el Muro de Berlín y las muertes en el Muro para no poner en peligro el acercamiento a la RDA. El gobierno de Alemania Occidental percibía las muertes en el Muro como una carga para las relaciones internas alemanas. Con el fin de mejorar las relaciones en el interior de Alemania, se aboga por la supresión de la Oficina central de registro de las administraciones estatales de justicia en Salzgitter, creado en noviembre de 1961 para registrar los delitos ocurridos en la RDA.
Incluso después de una oleada de protestas, tras varias muertes naturales en los controles fronterizos en 1983, las declaraciones oficiales del gobierno alemán se mantuvieron en su mayoría reservadas, mientras que en las negociaciones a puerta cerrada con la RDA se plantearon demandas claras. En junio de 1983, el Canciller Federal Helmut Kohl se pronunció sobre los casos:

La muerte de dos personas nos ha afectado profundamente a todos. La opinión pública a vuelto a tener conciencia sobre los problemas que plantean los estrictos controles fronterizos
Helmut Kohl, Informe sobre el estado de la nación del 26 de junio de 1983

### Revisión jurídica

#### Durante la división de Alemania
Durante la división de Alemania, los soldados fronterizos de la RDA permanecieron legalmente impunes. Habían prestado su servicio en interés del gobierno y el poder judicial de la RDA. En el lado occidental, la fiscalía de Berlín y la Oficina Central de Registro de Salzgitter iniciaron investigaciones, pero estas se dirigían en su mayoría contra personas desconocidas de la RDA y no pudieron ser perseguidas durante la división de Alemania. No hubo cooperación entre las autoridades de los dos estados alemanes, tampoco en materia de extradiciones. Hubo casos aislados contra autores que huyeron a Occidente.En 1981 se celebró un juicio contra un desertor por la muerte del guardia fronterizo Ulrich Steinhauer, que concluyó con una condena a seis años de prisión en virtud del derecho penal de menores.

#### Tras el fin de la RDA

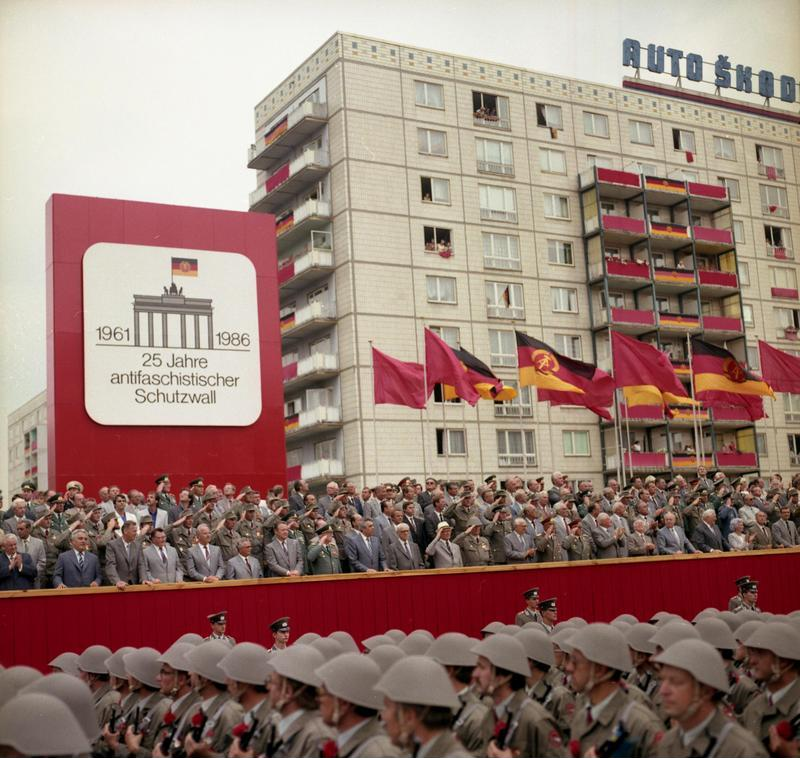
Dirigentes del partido y del Estado de la RDA, entre ellos Honecker, Mielke, Krenz y Stoph, en el desfile con motivo del 25 aniversario del «muro de defensa antifascista»

La investigación judicial de los fusilamientos del Muro tuvo lugar tras la reunificación alemana en los «Juicios del Politburó» y «Juicios de los fusilamientos del Muro» y concluyó en otoño de 2004. Entre los acusados se encontraban el Presidente del Consejo de Estado Erich Honecker, su sucesor Egon Krenz, los miembros del Consejo Nacional de Defensa Erich Mielke, Willi Stoph, Heinz Keßler, Fritz Streletz y Hans Albrecht, el jefe de distrito del SED de distrito de Suhl, así como varios generales como el jefe de las tropas fronterizas (1979-1990), coronel general Klaus-Dieter Baumgarten.
La prohibición de retroactividad, apartado 2 del artículo 103 de la Constitución, fue restringida por una decisión del Tribunal Constitucional Federal del 24 de octubre de 1996 (2 BvR 1851/94) para el caso de que los derechos humanos universalmente reconocidos por la comunidad jurídica internacional fueran gravemente vulnerados por el Estado. Esta decisión hizo posible los juicios contra los presuntos pistoleros del Muro. En 112 juicios, 246 personas tuvieron que responder ante el Tribunal Regional de Berlín como pistoleros o participantes en el crimen. Para aproximadamente la mitad de los acusados, el proceso terminó con una absolución. El tribunal condenó a un total de 132 acusados a penas de prisión o a penas de prisión condicional. Entre ellos había 10 miembros de la cúpula del SED, 42 oficiales militares de alto rango y 80 antiguos guardias fronterizos con rango de suboficiales y clases. El tribunal del distrito de Neuruppin tenía pendientes 19 juicios en los que estaban implicados 31 acusados, que terminaron con la suspensión de las condenas de 19 de los pistoleros. Por la muerte de Walter Kittel, que se juzgó como un asesinato, el asesino fue condenado a la pena de prisión más larga, de 10 años. En general, los autores materiales de las muertes fueron condenados a penas condicionales de entre 6 y 24 meses, mientras que los que estaban al mando fueron condenados a penas más altas a medida que aumentaba su responsabilidad. En agosto de 2004, Hans-Joachim Böhme y Werner Lorenz fueron condenados a penas de prisión condicional por el tribunal de distrito de Berlín como antiguos miembros del Politburó. El último juicio contra guardias fronterizos de la RDA concluyó el 9 de noviembre de 2004, exactamente 15 años después de la caída del Muro, con un veredicto de culpabilidad.

### Evaluación política tras la reunificación alemana
Tras la reunificación, el comité ejecutivo del Partido del Socialismo Democrático (PDS), sucesor legal del SED, se pronunció sobre las muertes en el 40 aniversario de la construcción del Muro en 2001 y declaró: «No hay justificación para las muertes en el Muro». El partido Die Linke se formó en 2007 mediante la fusión del PDS con el WASG. Die Linke comentó las muertes en el Muro de la siguiente manera: «Los disparos efectuados en el Muro contra sus propios ciudadanos que querían abandonar su Estado representan una violación de los derechos humanos elementales y no pueden justificarse con nada.»

## Estado de la investigación

### Recopilación de datos durante la división de Alemania
Durante la división de Alemania, diversas autoridades de Berlín Occidental y de la República Federal recopilaron información sobre las personas que murieron en la frontera interior de Alemania y en la frontera con Berlín Occidental. En la policía de Berlín Occidental, el departamento de seguridad del Estado se encargaba de registrar los incidentes que se conocían. Los registros distinguen entre personas que murieron en la frontera exterior de Berlín Occidental (80 casos), casos poco claros (incluidas 5 posibles víctimas del Muro) y soldados fronterizos que fueron tiroteados (7 casos). Otro organismo estatal era la Oficina central de registro de las administraciones estatales de justicia (Zentrale Erfassungsstelle der Landesjustizverwaltungen) de Salzgitter, que también se encargaba de recopilar información sobre homicidios consumados o intentos de homicidio en la RDA. En 1991 publicó el «Informe Salzgitter» con los nombres de 78 víctimas. Los datos se consideraron provisionales porque la oficina de registro no tenía acceso a los archivos de la RDA. Ambas oficinas enumeraron principalmente incidentes que podían observarse desde Berlín Occidental o que habían sido denunciados por refugiados o guardias fronterizos desertores.

### Investigaciones tras el fin de la RDA
Con la reunificación alemana, diversas organizaciones e individuos comenzaron a investigar la historia de las víctimas del Muro. Entre ellas se encontraban organismos estatales como la Zentrale Ermittlungsstelle für Regierungs- und Vereinigungskriminalität (ZERV) (Central de Investigación de Delitos Gubernamentales y de Aspciaciones), así como diversos proyectos científicos y autores de libros. En el año 2000, la ZERV comparó los datos de la Oficina Central de Registro de Salzgitter con los hallazgos en los archivos de la RDA y registró un total de 122 presuntos casos de asesinatos cometidos por órganos de la RDA en la frontera con Berlín Occidental . Esta lista constituyó una investigación preliminar para las fiscalías de Berlín y Neuruppin, que posteriormente se ocuparon de la investigación judicial. Otros dos proyectos, el de la Arbeitsgemeinschaft 13. August (Grupo de Trabajo 13 de Agosto) y el del Zentrum für Zeithistorische Forschung, (Centro de investigación de historia contemporánea) atrajeron especial atención de la opinión pública.
| Publicación | Cifra de víctimas mortales |
| ----------- | -------------------------- |
| 2006        | 262                        |
| 2007        | 231                        |
| 2008        | 222                        |
| 2009        | 245                        |
| 2011        | 455                        |

El «Grupo de Trabajo 13 de Agosto» recoge información sobre las víctimas en todas las fronteras exteriores de la RDA, incluido el mar Báltico. En el proyecto no participa ningún historiador profesional. Los resultados, que el grupo de trabajo califica de provisionales, se presentan anualmente en conferencias de prensa el 13 de agosto. Constantemente se añaden nuevos casos a las listas y también se suprimen antiguos.
Hans-Hermann Hertle y Maria Nooke dirigieron un proyecto de investigación financiado con fondos públicos en el Centro de Historia Contemporánea (ZZF) de Potsdam entre octubre de 2005 y diciembre de 2007. El objetivo era determinar el número exacto de víctimas del Muro y documentar las historias de las víctimas de forma accesible al público. El proyecto fue financiado por la Agencia Federal para la Educación Cívica, Deutschlandradio y el Comisionado del Gobierno Federal para la Cultura y los Medios de Comunicación. Los resultados del proyecto están publicados en Internet y en el libro Todesopfer an der Berliner Mauer (Víctimas del Muro de Berlín), publicado en 2009. En cada caso se describen las biografías de las víctimas, las circunstancias de su muerte y las fuentes utilizadas.
En el informe del proyecto de fecha 7 de agosto de 2008, se indicaba que de los 575 casos examinados, 136 cumplían los criterios de víctima del Muro elaborados por la ZZF. Además, se identificaron 251 casos en los que las personas murieron en las inmediaciones de los controles en los pasos fronterizos de Berlín. La investigación de las muertes naturales aún no se ha completado de forma sistemática. Alrededor de un tercio de los informes de la policía de transportes ya no están disponibles, y faltan años completos, sobre todo de la década de 1970. Por motivos de presupuesto, no fue posible analizar todos los informes diarios de las tropas fronterizas sobre lo sucedido en todas las zonas vigiladas.

### Polémica sobre el número de víctimas
| Organización                                      | Situación/Año | Muertos |
| ------------------------------------------------- | ------------- | ------- |
| Jefe de Policía de Berlín                         | 1990          | 92      |
| Centro de registro central de Salzgitter          | 1991          | 78      |
| ZERV                                              | 2000          | 122     |
| Grupo de Trabajo 13 de Agosto                     | 2009          | 245     |
| Centro de Investigación de Historia Contemporánea | 2013          | 138     |

Se desconoce el número exacto de víctimas. Los datos de las distintas investigaciones se contradicen en parte, pero no siempre son comparables porque se utilizan distintas definiciones de los casos que deben registrarse. Además, no todas las organizaciones publican sus cifras con regularidad o han concluido sus investigaciones con un resultado de carácter preliminar.
Existe una controversia pública entre los proyectos «Grupo de Trabajo 13 de Agosto» y Hans-Hermann Hertle (ZZF), que se centra en el número de víctimas del Muro. Esta cifra se estima mayor por el grupo de trabajo que por el ZZF. Según Hertle, las publicaciones del grupo de trabajo también incluyen víctimas cuya relación con el régimen fronterizo no puede probarse con certeza. Desde la revisión intermedia del proyecto de la ZZF en agosto de 2006, la directora del museo Alexandra Hildebrandt, del grupo de trabajo, ha acusado a la ZZF de minimizar deliberadamente el número de víctimas para crear una imagen más positiva de la RDA. El motivo para ello sería la asignación de fondos de investigación por parte del Senado de Berlín, que durante el proyecto ZZF estaba dirigido por una coalición del SPD y Die Linke.
En 2008, el Grupo de Trabajo 13 de Agosto anunció que un total de 222 personas murieron a causa del Muro de Berlín después de 1961. Hertle puso en duda esta información, ya que estaba demostrado que algunas de las personas que figuraban en la lista de muertos habían sobrevivido a su huida. En 2006, había 36 supervivientes en la lista. Además, la lista contenía dos veces a algunas víctimas. Hans-Hermann Hertle evaluó la lista de víctimas del Grupo de Trabajo 13 de Agosto como «una extensa enumeración de casos sospechosos» que «no cumple con un estándar científicamente verificable». El alcalde en funciones de Berlín Klaus Wowereit comentó la disputa el 13 de agosto de 2009 con un «Cada persona muerta ya fue demasiado».
En 2009, Hildebrandt cifró en 245 el número de muertos en el Muro. También incluyó los cadáveres encontrados sin explicación en aguas fronterizas y los miembros de las tropas fronterizas que se suicidaron. Según su argumento, un oficial de la RDA que se suicidó fue la primera víctima del Muro y no Ida Siekmann. Además, las conclusiones de Hertle y Hildebrandt difieren en lo que respecta a las personas que murieron por causas naturales durante un control fronterizo. Hertle, que tenía acceso a los archivos incompletos de la policía de transportes, contabilizó 251 de estos casos, mientras que Hildebrandt llegó a la cifra de 38.

## Acceso a las fuentes
La información sobre las víctimas del Muro procede principalmente de los archivos oficiales y militares de la República Federal y la RDA.
Los archivos de la Stasi, administrados por el Comisionado Federal para los Archivos del Servicio de Seguridad del Estado de la antigua República Democrática Alemana (BStU). no son totalmente accesibles. Una parte de los documentos, sobre todo de los últimos años, se destruyó durante la disolución del ministerio, y otra aún no se ha podido consultar. Además, debido a la Ley de Archivos de la Stasi, muchos archivos no pueden consultarse en su versión original, sino sólo como extractos parcialmente anonimizados. Desde la modificación de la ley en 2007, los proyectos de investigación pueden acceder directamente a los expedientes bajo determinadas condiciones. Los archivos de las tropas fronterizas, que formaban parte del NVA, están en poder del Bundesarchiv-Militärarchiv, una sección del Archivo Federal de Alemania.
Según Hertle, a la hora de analizar los expedientes de las tropas fronterizas, de la seguridad del Estado y de las autoridades occidentales, hay que tener en cuenta las «valoraciones, intereses y limitaciones de las autoridades que guardan los expedientes y, por consiguiente, las respectivas relaciones de poder». Las familias de los fallecidos son otra fuente, pero sólo en raras ocasiones pueden aportar información sobre los hechos directos, ya que la Stasi a menudo les proporcionaba información falsa.

### Criterios de selección
Cada investigación tenía sus propios criterios para seleccionar los casos que debían contarse como víctimas del Muro. Si bien las investigaciones del ZERV se orientaban principalmente a la culpabilidad jurídicamente utilizable, tanto el ZZF como el Grupo de Trabajo 13 de Agosto desarrollaron sus propios criterios que iban más allá de la cuestión jurídica de la culpabilidad.
El ZFF partió de un antecedente de fuga o de una conexión temporal y espacial con el régimen fronterizo. A partir de los casos analizados, el ZZF desarrolló cinco grupos de casos:
- Personas que murieron a manos de órganos armados de la RDA o de las instalaciones fronterizas durante un intento de fuga.
- Personas que murieron en un accidente durante un intento de fuga en la zona fronteriza.
- Personas que murieron en la zona fronteriza y de cuya muerte fueron responsables por acción u omisión órganos estatales de la RDA.
- Personas que murieron como consecuencia o durante las acciones de las autoridades fronterizas.
- Soldados fronterizos que murieron durante una operación de huida en la zona fronteriza.

La definición del Grupo de Trabajo 13 de agosto va más allá. También incluye como víctimas del Muro de Berlín
a los soldados fronterizos de la RDA que se suicidaron y a los cadáveres inexplicables encontrados en aguas fronterizas.

## Conmemoración
Se ha conmemorado públicamente a las víctimas fatales del Muro de Berlín tanto durante la división de Alemania como tras el fin de la RDA. Hay varios monumentos y actos conmemorativos. Algunas calles y plazas llevan el nombre de los fallecidos.

### Monumentos conmemorativos
Desde los primeros años del Muro, iniciativas privadas y organismos públicos han erigido monumentos conmemorativos en memoria de las víctimas del Muro, que se encuentran repartidos por toda la ciudad de Berlín. Entre ellos se encuentran monumentos, cruces y losas conmemorativas, que también han recibido la atención de los políticos durante las visitas de Estado. Tras la caída del Muro, parte de los monumentos conmemorativos se retiraron junto con las fortificaciones fronterizas. Esto afectó especialmente a los monumentos conmemorativos de los soldados fronterizos de la RDA caídos.
A partir de 1961, la Asociación Privada de Ciudadanos de Berlín, con el apoyo del Senado de Berlín Occidental, erigió cruces de madera pintadas de blanco en el lugar de cada deceso. Los miembros de la asociación mantuvieron esta práctica hasta que instalaron el sitio de memoria permanente Cruces Blancas en el lado este del edificio del Reichstag en el décimo aniversario de la construcción del Muro, el 13 de agosto de 1971. Las cruces conmemorativas con los nombres y las fechas de muerte de varias víctimas se fijaron a una valla frente al Muro. Las cruces blancas tuvieron que ser trasladadas del lado este del Reichstag en 1995 en el transcurso de las obras de construcción debido al traslado del gobierno a Berlín. En 2003, Wolfgang Thierse inauguró un nuevo monumento conmemorativo con el mismo nombre en el terraplén del Reichstag, basado en un diseño de Jan Wehberg. Los nombres de 13 personas que murieron en el Muro están inscritos en siete cruces a ambos lados. Otro monumento conmemorativo de la Asociación de Ciudadanos se encuentra en la Bernauer Straße.
Diversas víctimas del Muro son homenajeadas con placas conmemorativas incrustadas en las aceras y otras instalaciones cercanas a los lugares donde murieron. En el Checkpoint Charlie, el Grupo de Trabajo 13 de Agosto erigió en octubre de 2004 el «Monumento a la Libertad», que conmemoraba a las víctimas del Muro de Berlín y de la frontera interior alemana con 1067 cruces. El monumento tuvo que ser retirado al cabo de unos seis meses porque el propietario del terreno canceló el contrato de arrendamiento del grupo de trabajo.
En 1990, el artista de performance Ben Wagin y otros artistas instalaron el Parlamento de los Árboles en la antigua franja de la muerte, en la orilla oriental del Spree, frente al Reichstag. Las losas de granito registran a 258 personas que murieron en el Muro. En algunos casos, solo se indica la fecha de la muerte junto a las palabras «hombre desconocido» o «mujer desconocida». La enumeración, recopilada en 1990, contiene personas que posteriormente fueron excluidas como víctimas del Muro. En el fondo hay segmentos del Muro pintados en blanco y negro. El sitio de memoria tuvo que reducirse de tamaño para hacer posible la construcción de la Marie-Elisabeth-Lüders-Haus. En 2005 se inauguró otro monumento en el sótano del Bundestag. En él se utilizaron segmentos de pared del Parlamento de los Árboles original.
La República Federal de Alemania y el Estado de Berlín erigieron el Monumento al Muro de Berlín en la Bernauer Strasse como monumento nacional en 1998. El monumento fue diseñado por los arquitectos Kohlhoff & Kohlhoff. Posteriormente se amplió y hoy incluye el Centro de Documentación del Muro de Berlín, un centro de visitantes, la Capilla de la Reconciliación, la «Ventana del Recuerdo» con retratos de las víctimas del Muro de Berlín y una sección de sesenta metros de largo de las antiguas fortificaciones fronterizas, cerrada en ambos extremos con muros de acero. El muro norte lleva la inscripción: «En recuerdo de la división de la ciudad del 13 de agosto de 1961 al 9 de noviembre de 1989 y en memoria de las víctimas de la dictadura comunista».
Con motivo del 50 aniversario de la construcción del Muro en 2011, la Fundación Muro de Berlín erigió 29 pilares a lo largo de la antigua frontera entre Berlín Occidental y la RDA para conmemorar a 50 víctimas del Muro. Junto a los pilares, de 3,6 m de altura y de color naranja, hay paneles informativos sobre las víctimas. La estela dedicada a Lothar Hennig que en un principio se había planificado en Sacrow, finalmente no se erigió ya que Hennig es polémico debido a sus actividades como colaborador informal de la Stasi.

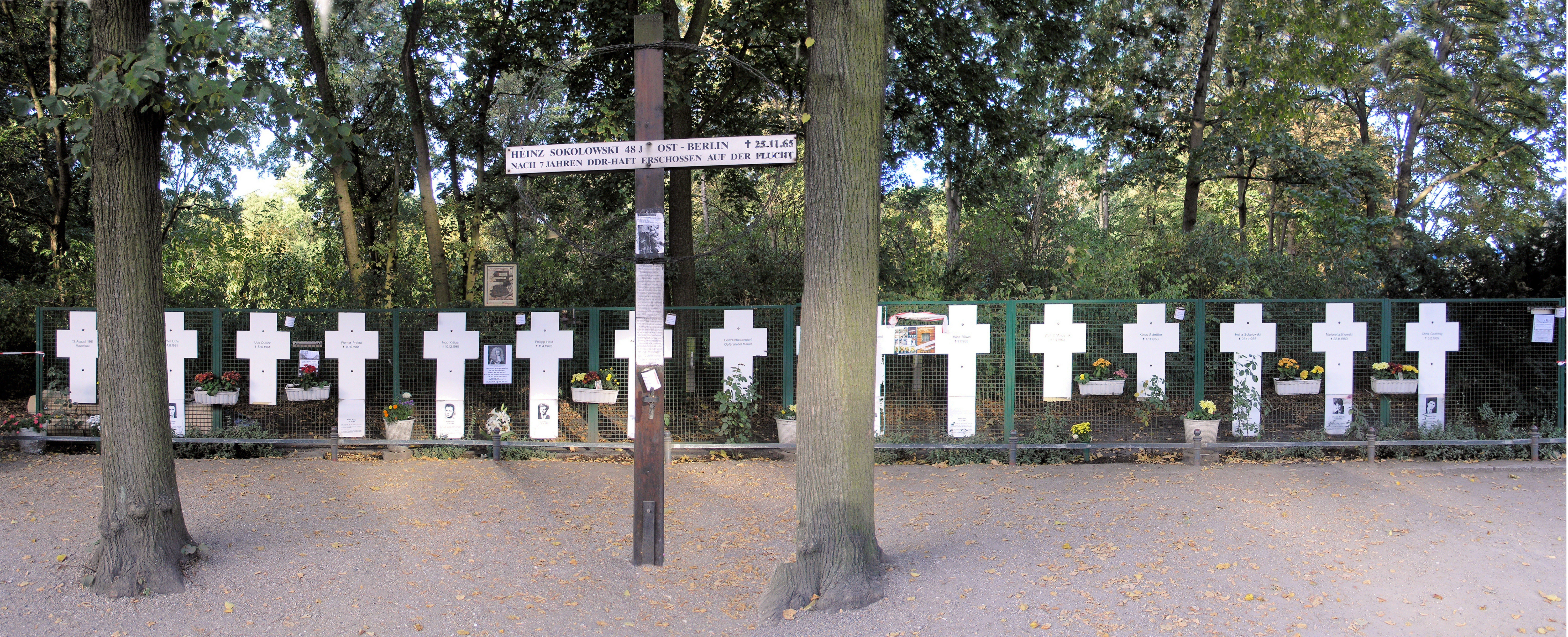
Las Cruces blancas en la esquina de las calles Ebertstraße y Scheidemannstraße
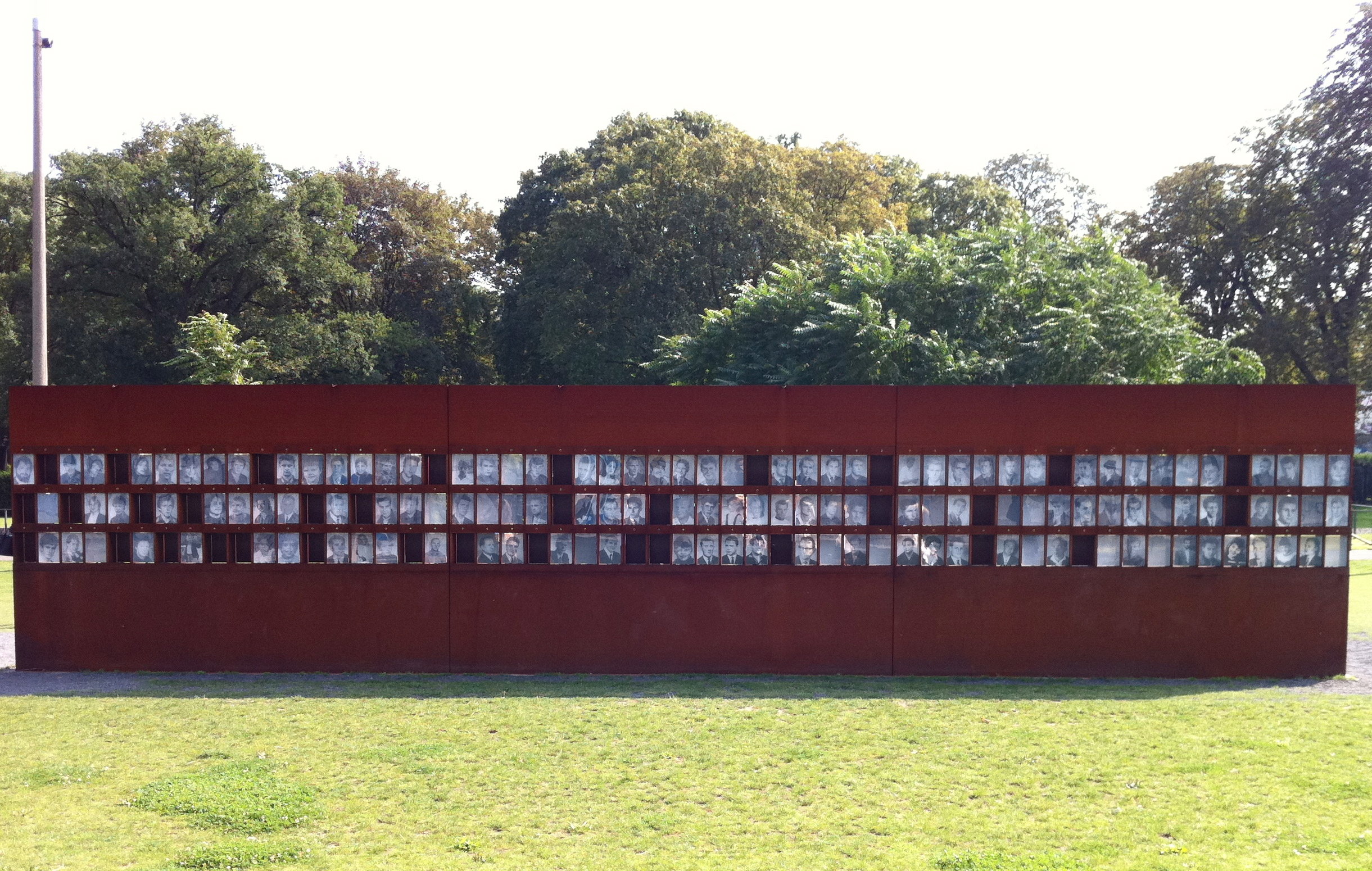
La «Ventana del Recuerdo» del sitio conmemorativo muestra fotos de los que murieron en el Muro
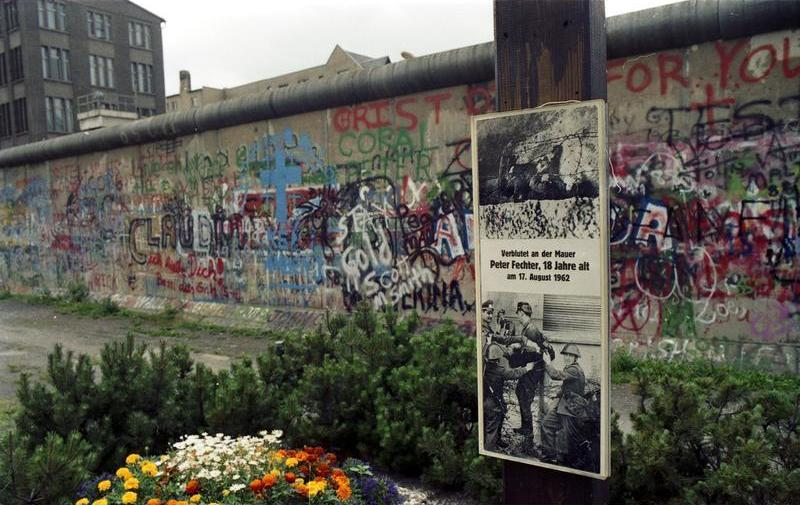
El monumento en memoria de Peter Fechter 1988
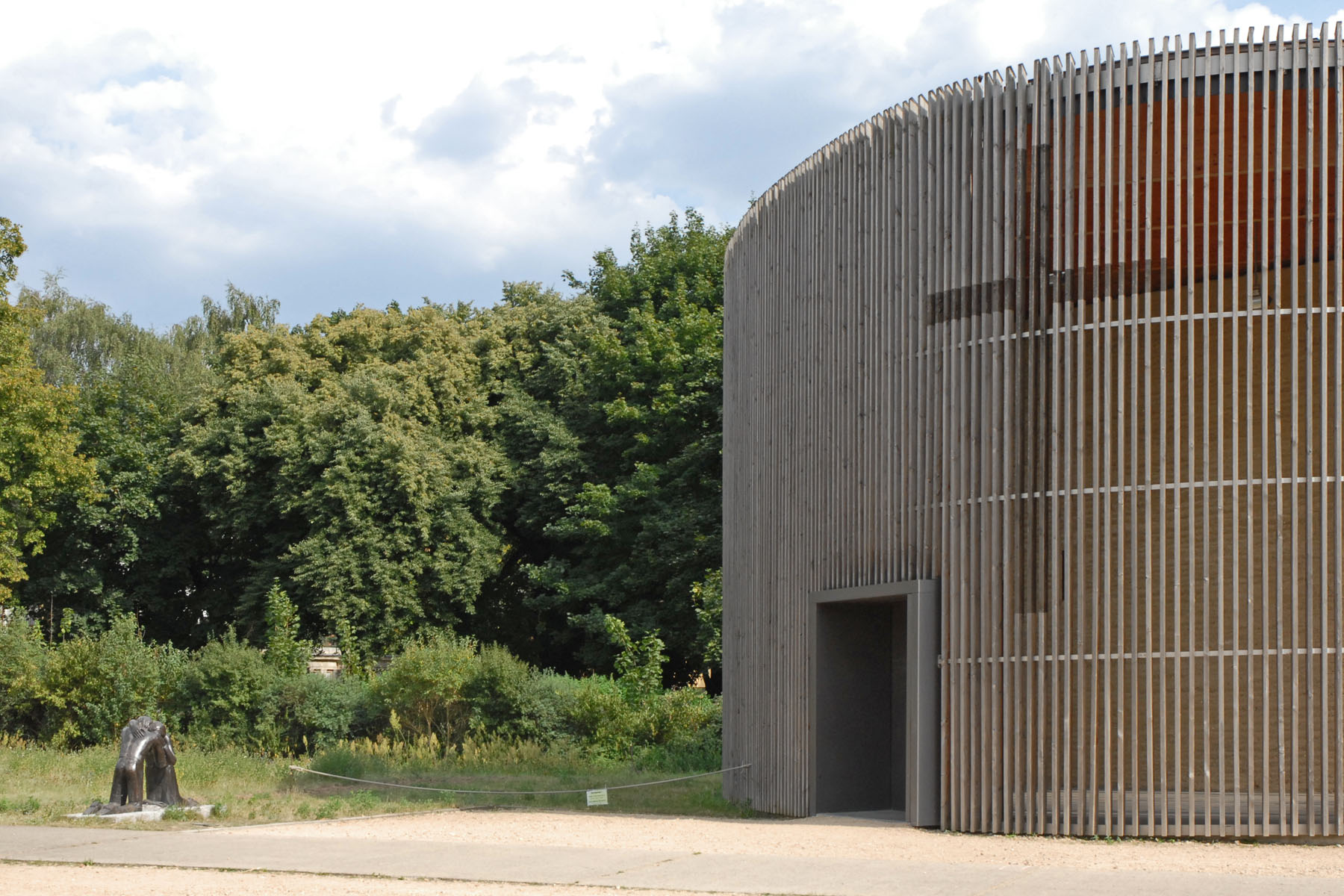
La Capilla de la Reconciliación forma parte del sitio de Conmemoración del Muro de Berlín
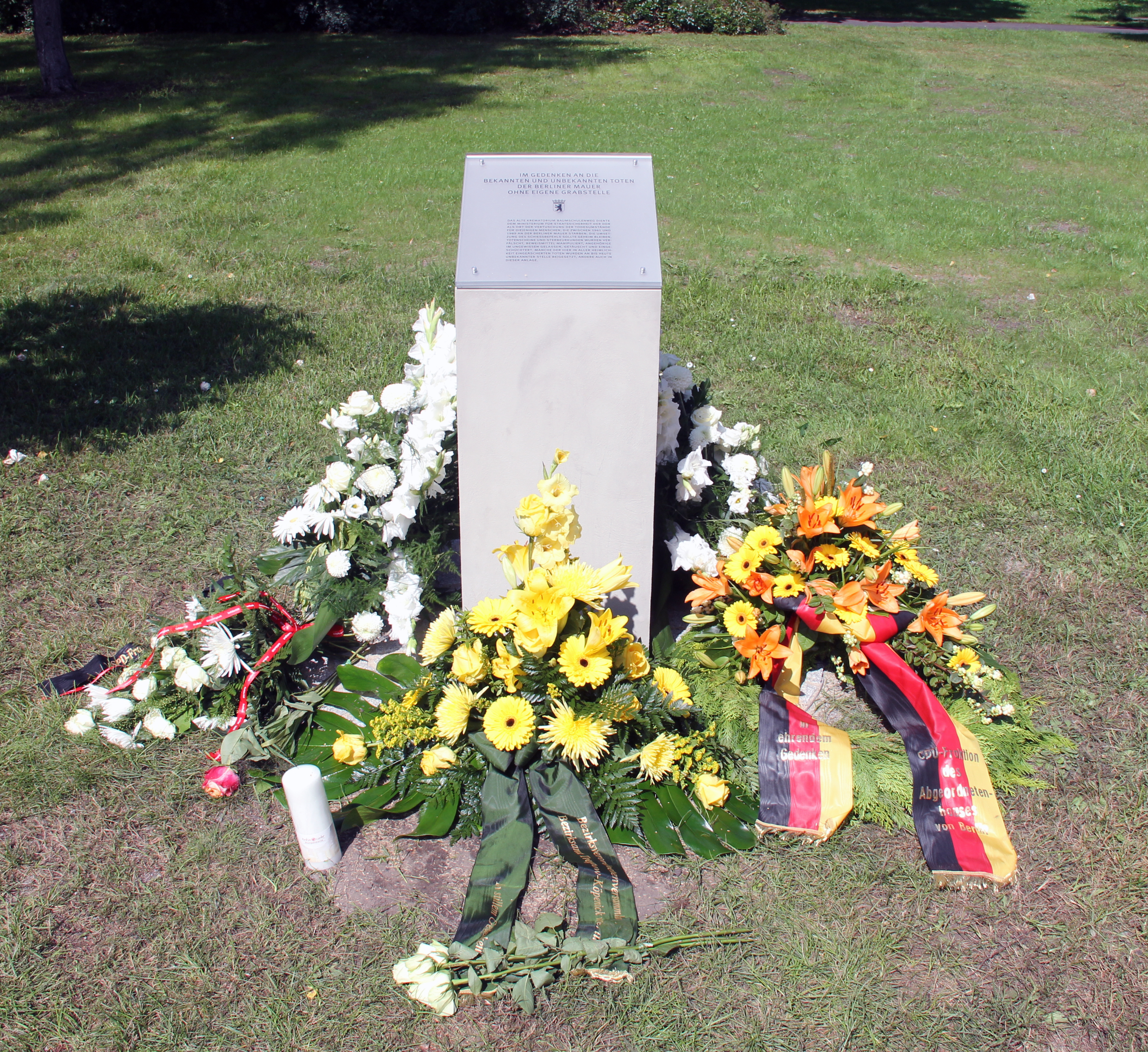
Placa conmemorativa de las víctimas del Muro sin tumba propia, en Berlin-Baumschulenweg
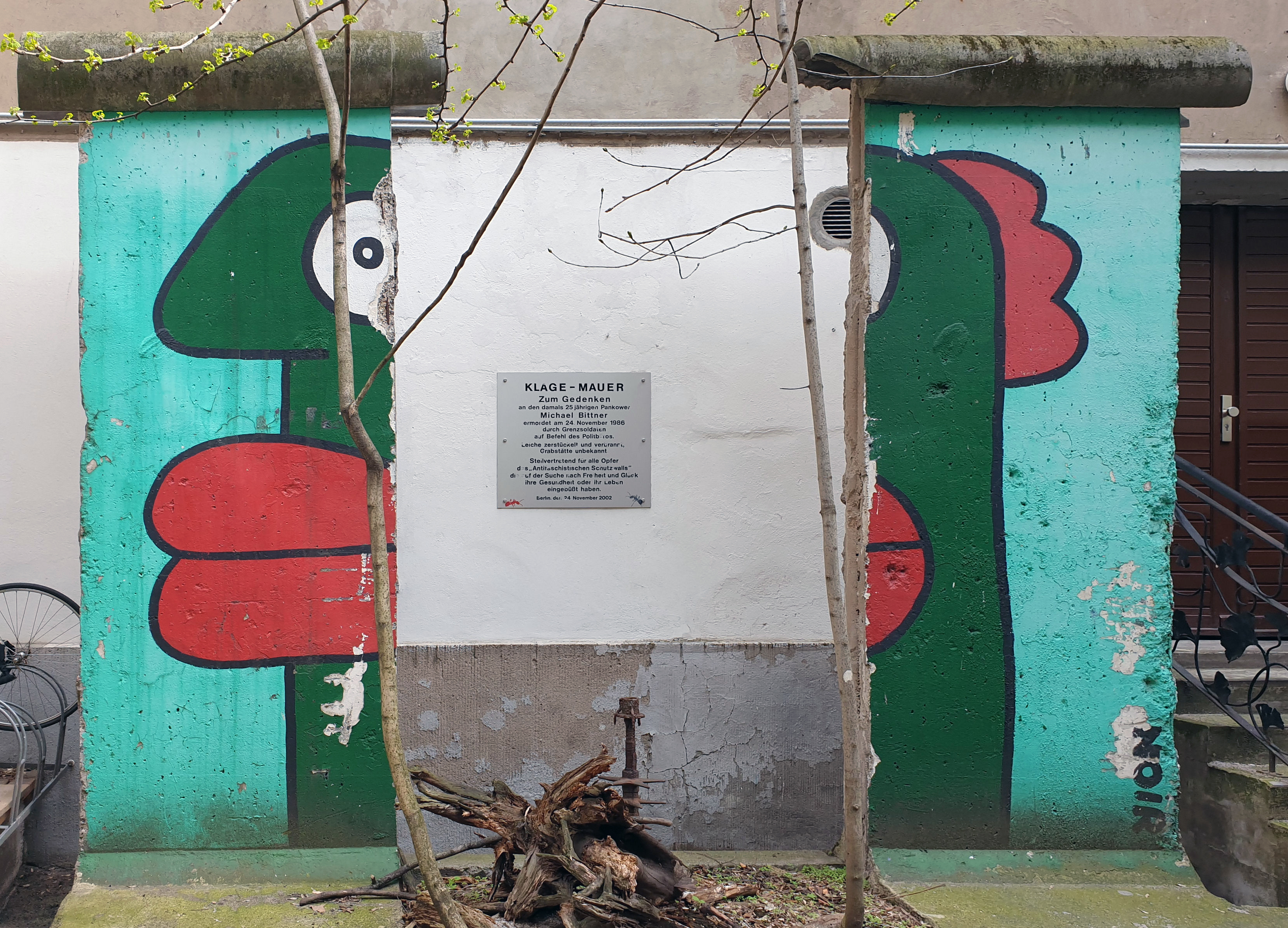
«Muro de las Lamentaciones» para las víctimas del Muro en Berlin-Mitte

### Actos conmemorativos
Desde las primeras muertes, diversas organizaciones -en su mayoría asociaciones o iniciativas privadas- han celebrado actos conmemorativos anuales en Berlín, normalmente en el aniversario de la construcción del Muro. Algunos de ellos contaban con el apoyo de las oficinas de distrito de Berlín Occidental o del protocolo del Senado. Por ejemplo, la «Hora del Silencio» se celebraba cada 13 de agosto entre las 20:00 y las 21:00 horas para realizar una oración silenciosa. Desde el 13 de agosto de 1990, el estado de Berlín conmemora anualmente a las víctimas del Muro en la Cruz de Peter Fechter en Zimmerstraße, cerca del Checkpoint Charlie. También hay otras conmemoraciones en diversos lugares. En el extranjero también se organizaron actos conmemorativos de las víctimas y protestas contra el Muro de Berlín el día de su construcción.